# Helena Vitória de Eslésvico-Holsácia
Helena Vitória Luísa Sofia Augusta Amélia Helena (Windsor, 3 de maio de 1870 – Londres, 13 de março de 1948) foi uma princesa britânica de origem alemã. Era neta da rainha Vitória e membro ativa da família real, desempenhando muitos deveres reais durante a Primeira Guerra Mundial.

## Biografia

### Primeiros Anos

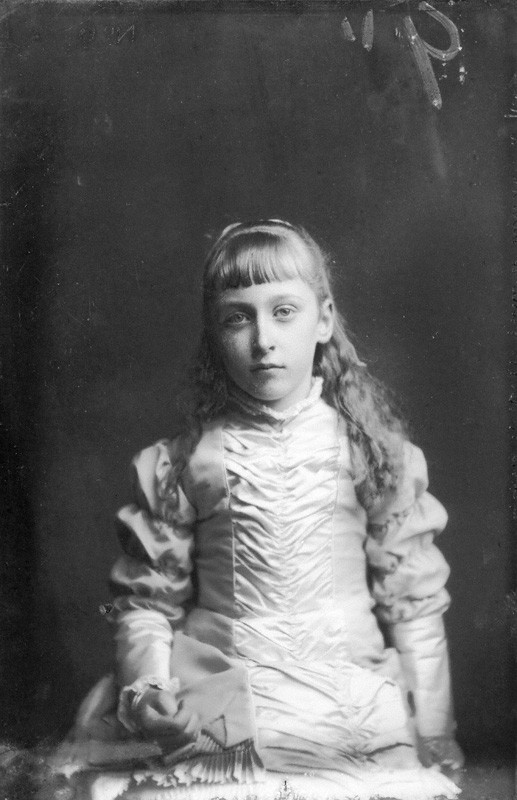
Helena Vitória na infância

Nascida em 3 de maio de 1870 na Casa Frogmore, Vitória Luísa Sofia Augusta Amélia Helena era filha do príncipe alemão Cristiano de Eslésvico-Holsácia e da princesa Helena do Reino Unido, terceira filha da rainha Vitória e do píncipe consorte Alberto de Saxe-Coburgo-Gota. Era conhecida na família por Thora e, por vezes, Snipe (Narceja), em referência ao seu rosto aguçado.
Ela foi batizada em 20 de junho de 1870 na Capela Privada do Castelo de Windsor. Seus padrinhos foram sua avó materna, a rainha Vitória, a duquesa de Cambridge, seus tios maternos, o duque de Connaught, o duque de Albany e a duquesa de Argyll, os príncipes Valdemar da Dinamarca e Eduardo de Saxe-Weimar-Eisenach e suas tias paternas, as princesas Luísa Augusta e Carolina Amália de Eslésvico-Holsácia.
Helena Vitória cresceu em um lar familiar e harmonioso. Passou grande parte da sua infância em Cumberland Lodge, a residência oficial do seu pai. Juntamente com sua irmã mais nova, Maria Luísa, ela também residiu na corte de sua avó, a rainha Vitória. Embora ela e Maria Luísa tivessem uma governanta francesa, sua mãe garantiu que as filhos fossem criados da maneira mais simples possível. A educação das meninas foi muito espartana para princesas da época, elas vestiam vestidos de chita, limpavam seus próprios quartos e ajudavam nas tarefas de casa. Elas recebiam aulas de alemão do pai, enquanto a governanta ensinava-lhes francês.
Sua mãe era, a princesa Helena, uma forte defensora da enfermagem. Dessa forma, ela apresentou às filhas as bases do trabalho social e médico, o que influenciou Helena Vitória pelo resto de sua vida. Helena Vitória também praticava atividades desportivas — era considerada uma excelente jogadora de ténis e golfe — e passava muito tempo na natureza.
Em 1885, ela foi uma dama de honra no casamento de sua tia, a princesa Beatriz, com o príncipe Henrique de Battenberg. Em 1893, ela foi uma dama de honra no casamento de seu primo, o Jorge V do Reino Unido, com a princesa Vitória Maria de Teck.

### Noivos em potencial
Quando a princesa atingiu a idade de casar, considerou-se casá-la com seu primo, o duque de Iorque (futuro rei Jorge V). A mãe de Helena Vitória fez várias tentativas de aproximar os dois, mas não obteve sucesso. Essas tentativas foram ridicularizadas pela família real e provocaram a ira da mãe de Jorge, a princesa de Gales. Filha de um rei dinamarquês, a princesa de Gales não gostava da família de Helena devido ao seu envolvimento na Guerra dos Ducados do Elba (1864), que culminou na anexação de território dinamarquês do Ducado de Eslésvico-Holsácia pelo Império Alemão. A princesa de Gales chamava depreciativamente sua sobrinha de narceja em referência aos seus traços faciais longos e marcantes. Acerca dos planos de casamento entre Jorge e Helena Vitória, Alexandra escreveu ao filho: Então os Christians estão perseguindo você com sua linda narceja! Bem, seria um prazer ter essa "beldade" como sua noiva, veja, ela está pronta para te conquistar, lhe oferecendo um produto de segunda mão em uma arapuca dourada!"

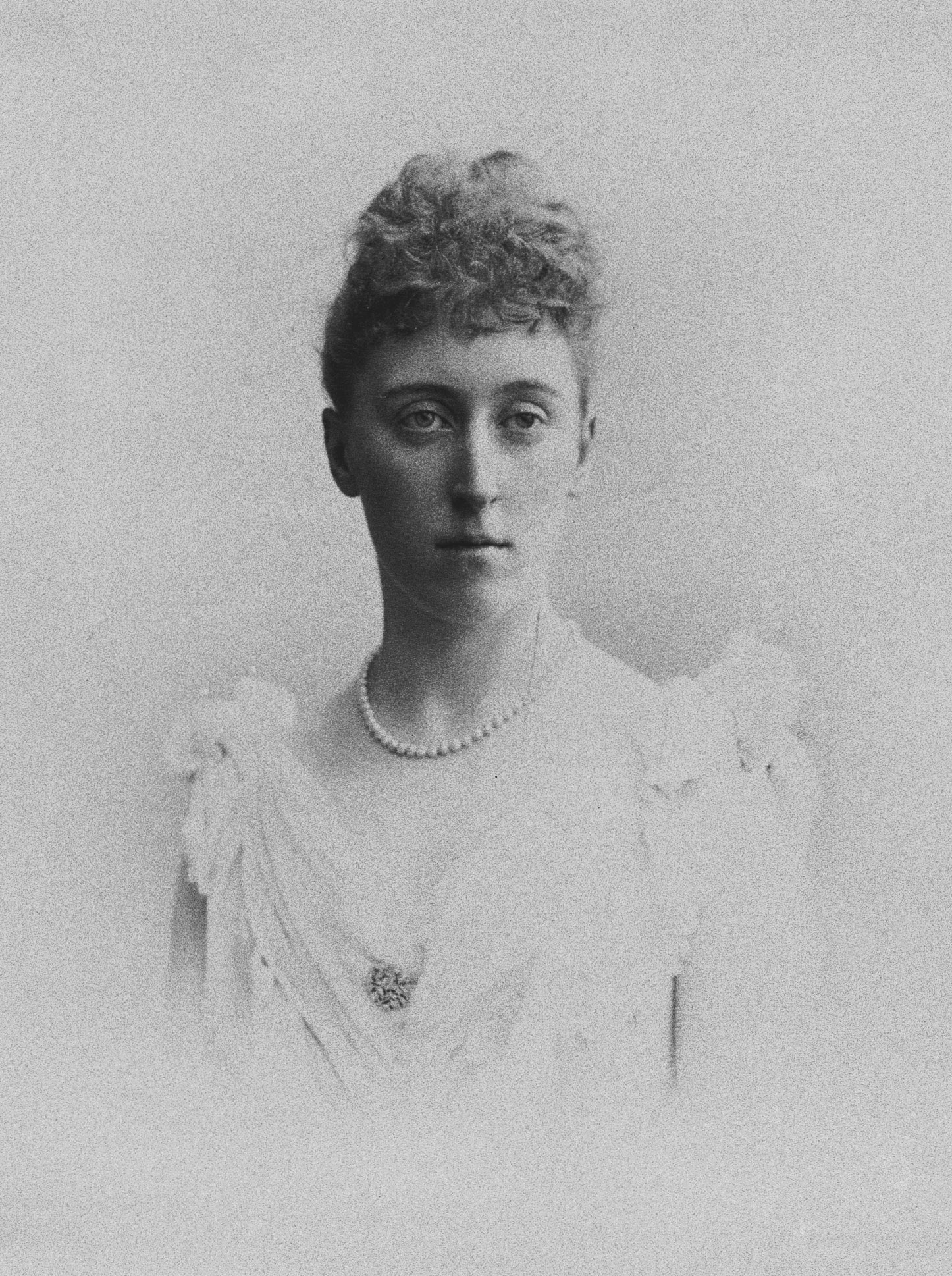
Helena Vitória em 1898

Sua tia, a imperatriz da Alemanha, sugeriu um casamento entre Thora e o príncipe Ernesto de Hohenlohe-Langemburgo, mas ele não estava interessado e casou-se com a prima de Helena Vitória, a princesa Alexandra de Saxe-Coburgo-Gota. O príncipe católico João de Hohenlohe-Langemburgo se interessou por Helena Vitória em 1899, mas ela recusou seus avanços devido a diferenças religiosas.
Thora, descrita pelos amigos como particularmente inteligente e gentil, permaneceu solteira durante toda a vida. Ao contrário de sua prima solteira, a princesa Vitória de Gales, que estava insatisfeita com seu destino, Helena Vitória sentia-se realizada. Ela se dedicou principalmente à família e apoiou ativamente a mãe em seu trabalho de caridade. Helena Vitória também viajou muito e visitava os primos na Rússia e na Alemanha. Apesar da ausência frequente dos seus irmãos Alberto e Cristiano Vitor, que serviram nos exércitos prussiano e britânico, a família permanecia unida.
Mais tarde, tornou-se companheira e secretária de sua avó, a rainha Vitória, tendo este último cargo sido anteriormente ocupado por sua mãe, a princesa Helena. Como Helena Vitória ficava maioritariamente na Casa Frogmore, não muito longe do Castelo de Windsor, ela via a rainha quase todos os dias e acompanhava-a nas suas estadias anuais nas residências reais Casa Osborne e Castelo Balmoral. Ela esteve presente em muitos jantares de Estado, conversou frequentemente com políticos e estadistas e ao longo do tempo desenvolveu as suas próprias opiniões sobre política e acontecimentos mundiais, o que por vezes a colocou em conflito com a sua mãe.
A dama de companhia da rainha Vitória, Marie Mallett, escreveu: Helena Vitória conversa sobre políticaassim como nós, mas ela só se atreve a falar abertamente comigo e com alguns outros porque a Princesa Cristiano [sua mãe, a princesa Helena] repreende-a. Nos últimos meses de vida da avó, ela ajudou-a a escrever as suas memórias e diários, bem como a extensa correspondência. Quando a rainha Vitória morreu em 1901, Helena Vitória expressou profunda tristeza, ao escrever numa carta: Sei que você pode ver por todos os outros o que a perda da querida avó significa para mim.

### Deveres reais
A princesa Helena Vitória seguiu o exemplo da mãe trabalhando para várias organizações de caridade, principalmente na Young Men's Christian Association (YMCA), na Young Women's Christian Association (YWCA) e na Princess Christian's Nursing Home em Windsor. Durante a Primeira Guerra Mundial, criou também a YWCA Women's Auxiliary Force. Como sua presidente, visitou as tropas britânicas em França e conseguiu obter uma autorização especial do Secretário de Estado para a Guerra, lorde Kitchener, para lhes levar entretenimento. Entre as duas guerras, ela e a sua irmã mais nova, a princesa Maria Luísa, foram mecenas entusiásticas de música na Casa Schomberg, a residência que partilhavam em Londres. Depois de um raide alemão danificar a casa em 1940, as duas princesas mudaram-se para a Casa Fitzmaurice, em Londres. Foi relatado em um jornal britânico de 1924 que 'a princesa Helena Vitória sempre foi, junto com sua irmã, a princesa Marie Luísa, uma das mais trabalhadoras de todas as nossas princesas.'

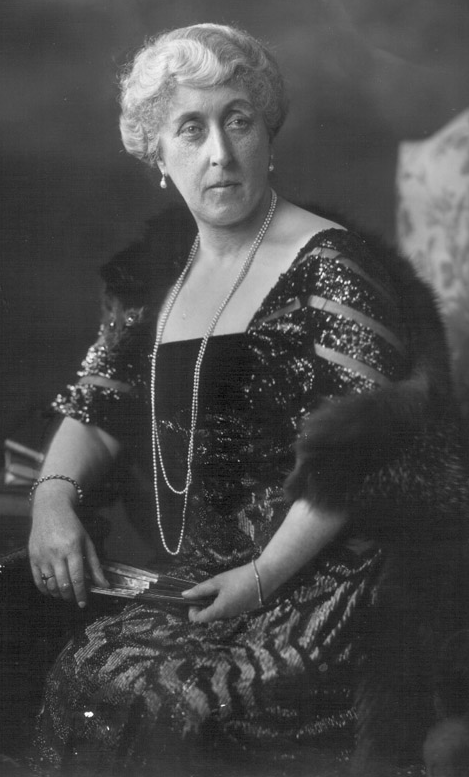
Helena Vitória em 1920

### Primeira Guerra Mundial
Em julho de 1917, o rei Jorge V mudou o apelido da família real britânica de Saxe-Coburgo-Gota para Windsor. Também deixou de usar, em seu nome e em nome dos seus vários primos e cunhados que fossem súbditos britânicos, o uso dos seus títulos alemães, formas de tratamento e apelidos. A princesa Helena Vitória e a princesa Maria Luísa deixaram de usar o título e apelido de Eslésvico-Holsácia-Sonderburgo-Augustemburgo e passaram a ser tratadas simplesmente por "Sua Alteza, a princesa Helena Vitória" e "Sua Alteza, a princesa Maria Luísa", dando-lhes a distinção se serem apenas princesas e não princesas pertencentes a um país ou família. Apesar de as duas princesas terem títulos alemães a maior parte da vida, elas eram completamente britânicas.
Depois da Segunda Guerra Mundial, a saúde de Helena começou a piorar e ela tinha de se deslocar numa cadeira-de-rodas. A sua última grande aparição em público aconteceu no dia 20 de novembro de 1947, para o casamento da sua prima em segundo-grau, a princesa Isabel, com o tenente Filipe Mountbatten.
A princesa Helena Vitória morreu na Casa Fitzmaurice, em Londres, no dia 13 de março de 1948. O seu funeral realizou-se na Capela de São Jorge no Castelo de Windsor e o seu corpo foi enterrado no Cemitério Real de Frogmore, no Grande Parque de Windsor.

## Títulos e estilos
- 1870-1917: Sua Alteza princesa Helena Vitória de Eslésvico-Holsácia
- 1917-1948: Sua Alteza princesa Helena Vitória